# Yang Chuantang

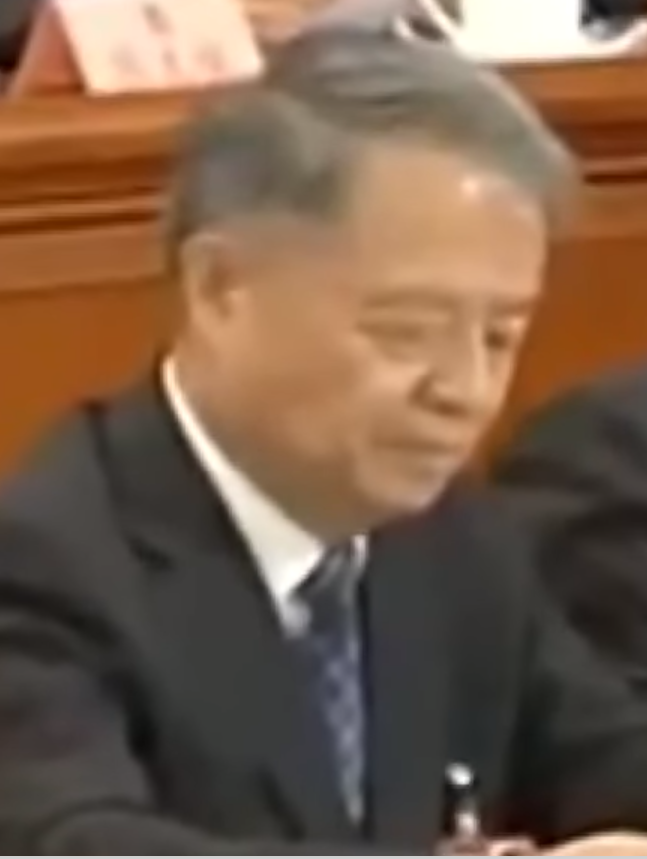
Yang Chuantang

Yang Chuantang (chinesisch 杨传堂; * Mai 1954 in Yucheng, Shandong) ist ein chinesischer Politiker der Kommunistischen Partei Chinas (KPCh), der unter anderem zwischen 2003 und 2004 Gouverneur von Qinghai, von 2004 bis 2006 Sekretär des Parteikomitees im Autonomen Gebiet Tibet sowie von 2013 bis 2018 Verkehrsminister im Staatsrat der Volksrepublik China war.

## Leben
Yang Chuantang leistete nach dem Schulbesuch von Juni 1972 bis 1975 Militärdienst im Produktions- und Baukorps des Militärdistrikts Shandong in der Militärregion Jinan. Danach begann er 1975 seine berufliche Laufbahn als Arbeiter in der Dritten Abteilung der Volkskommune Huanghe in Shandong, wechselte daraufhin in die Düngemittelfabrik Nr. 2 in Shengli und war dort bis 1978 stellvertretender Sekretär sowie kommissarischer Sekretär des Parteikomitees des Petrochemischen Komplexes und Mitarbeiter des Kommunistischen Jugendverbandes Chinas. Er war danach  zwischen 1978 und 1981 stellvertretender Gruppenleiter der Produktionsabteilung der Hauptabteilung Ethylenproduktion des Petrochemischen Unternehmens Qilu. Nachdem er von 1981 bis 1983 ein Studium an der Abteilung für die chinesische Sprache an der Pädagogischen Universität Shandong absolviert hatte, war er zwischen 1983 und 1984 erst stellvertretender Leiter der Verwaltungsabteilung der Hauptabteilung Ethylenproduktion des Petrochemischen Unternehmens Qilu. Daraufhin fungierte er 1984 als stellvertretender Sekretär des Kommunistischen Jugendverbandes Chinas sowie danach von 1984 und 1987 stellvertretender Sekretär des Parteikomitees des Petrochemischen Unternehmens Qilu und zwischen 1985 und 1987 zugleich Sekretär des Parteikomitees der Hauptabteilung Ethylenproduktion dieses Unternehmens.
Yang war 1987 erst stellvertretender Sekretär sowie im Anschluss zwischen 1987 und 1992 Sekretär des Kommunistischen Jugendverbandes in der Provinz Shandong. Daneben fungierte er von 1987 bis 1992 auch als Präsident der Managementschule für junge Kader dieser Provinz. 1988 absolvierte er zudem die Zentrale Parteihochschule. Er war von 1992 bis 1993 stellvertretender Sekretär des Parteikomitees sowie in Personalunion Kommissar des Verwaltungsbüros des Parteikomitees der bezirksfreien Stadt Dezhou. 1993 absolvierte er einen Lehrgang für wirtschaftliches Management an der Provinzparteischule und war zudem Mitglied des Ständigen Ausschusses des Parteikomitees der Provinz Shandong. 1993 wechselte er in das Autonome Gebiet Tibet und war dort bis 1996 Vize-Vorsitzender der Verwaltung der dortigen Volksregierung sowie fern zwischen 1993 und 1994 Mitglied des Ständigen Ausschusses des Parteikomitees des Autonomen Gebietes. Er absolvierte zwischen 1993 und 1995 ein neuerliches Studium an der Zentralen Parteihochschule. 
Yang Chuantang fungierte von 1994 bis 2003 als stellvertretender Sekretär des Parteikomitees des Autonomen Gebietes Tibet. Er absolvierte zwischen 1996 und 1998 ein weiteres Studium an der Fakultät für Marktwirtschaft der Graduiertenschule der Chinesischen Akademie der Sozialwissenschaften und war daraufhin von 1998 bis 2003 abermals in Personalunion Vize-Vorsitzender der Verwaltung der Volksregierung des Autonomen Gebietes Tibet. Auf dem XVI. Parteitag der Kommunistischen Partei Chinas wurde er 2002 Kandidat des Zentralkomitees (ZK) der Kommunistischen Partei Chinas. Er fungierte zwischen 2003 und 2006 als Vizegouverneur und kommissarischer Gouverneur der Provinz Qinghai. Als Nachfolger von Guo Jinlong wurde er am 16. Dezember 2004  Sekretär des Parteikomitees im Autonomen Gebiet Tibet und hatte diese Funktion bis Mai 2006 inne, woraufhin Zhang Qingli seine Nachfolge antrat. Zugleich war er von Dezember 2004 bis Mai 2006 auch Vorsitzender der Volksregierung des Autonomen Gebietes.
Am 20. Oktober 2003 wurde Yang Nachfolger von Zhao Leji als Gouverneur von Qinghai, wobei er das Amt bis zum 14. Januar 2004 zunächst kommissarisch innehatte. Er verblieb bis zum 23. Dezember 2004 inne und wurde danach von Song Xiuyan abgelöst. 2006 übernahm er den Posten als Vize-Vorsitzender der Staatlichen Kommission für ethnische Angelegenheiten im Staatsrat der Volksrepublik China. Auf dem XVII. Parteitag der Kommunistischen Partei Chinas wurde er 2007 Mitglied des ZK der KPCh und auf dem XVIII. Parteitag 2012 in dieser Funktion wiedergewählt, so dass er dem ZK bis zum XIX. Parteitag 2017 angehörte. Im August 2012 übernahm er von Li Shenglin den Posten als Verkehrsminister im Staatsrat der Volksrepublik China und hatte diesen bis September 2016 inne, woraufhin Li Xiaopeng, Sohn des früheren Ministerpräsidenten der Volksrepublik China Li Peng, seine Nachfolge antrat. Nach seinem Ausscheiden aus der Regierung wurde er 2017 Mitglied des Zentralen Lenkungs- und Steuerungsgruppe des ZK für Finanzen und Wirtschaft.